# Schloss Imshausen

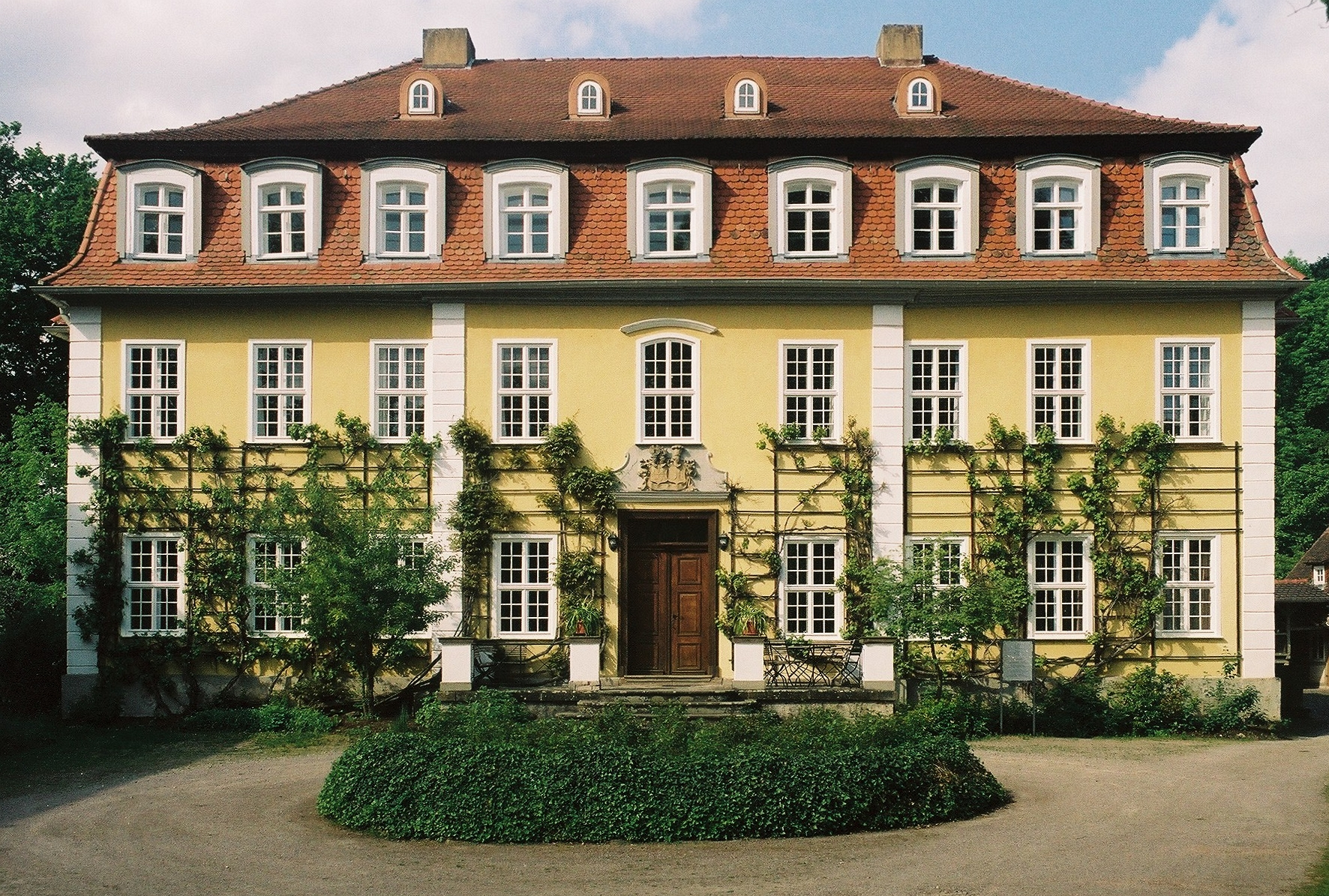
Blick über den Innenhof (Ehrenhof) auf die Vorderansicht des Herrenhauses mit Freitreppe und Trott’schem Allianzwappen über dem Eingang

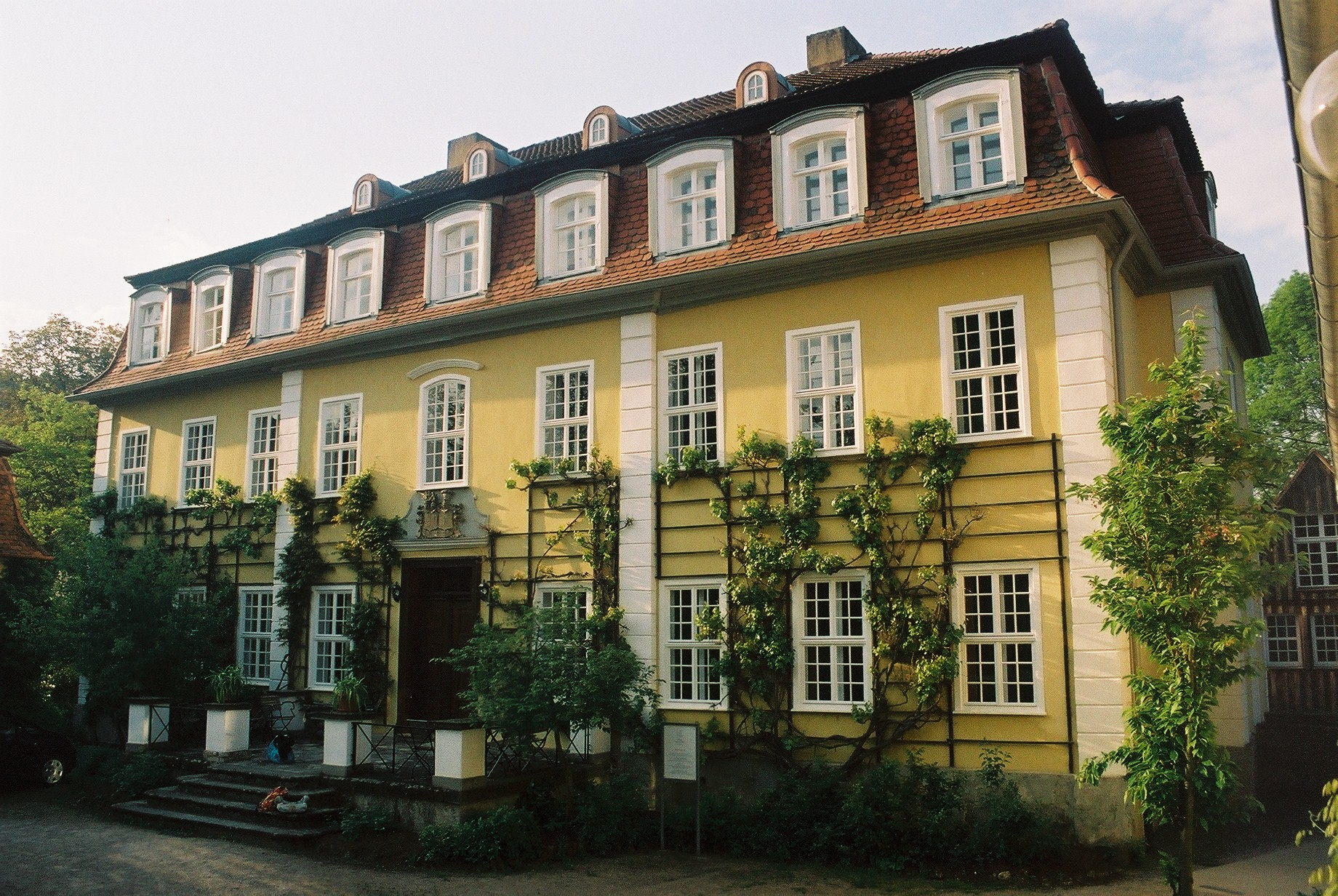
Seitenansicht mit Blick auf den kleinen Mittelrisalit, ungewöhnlich an den schmalen Seitenteilen des Gebäudes

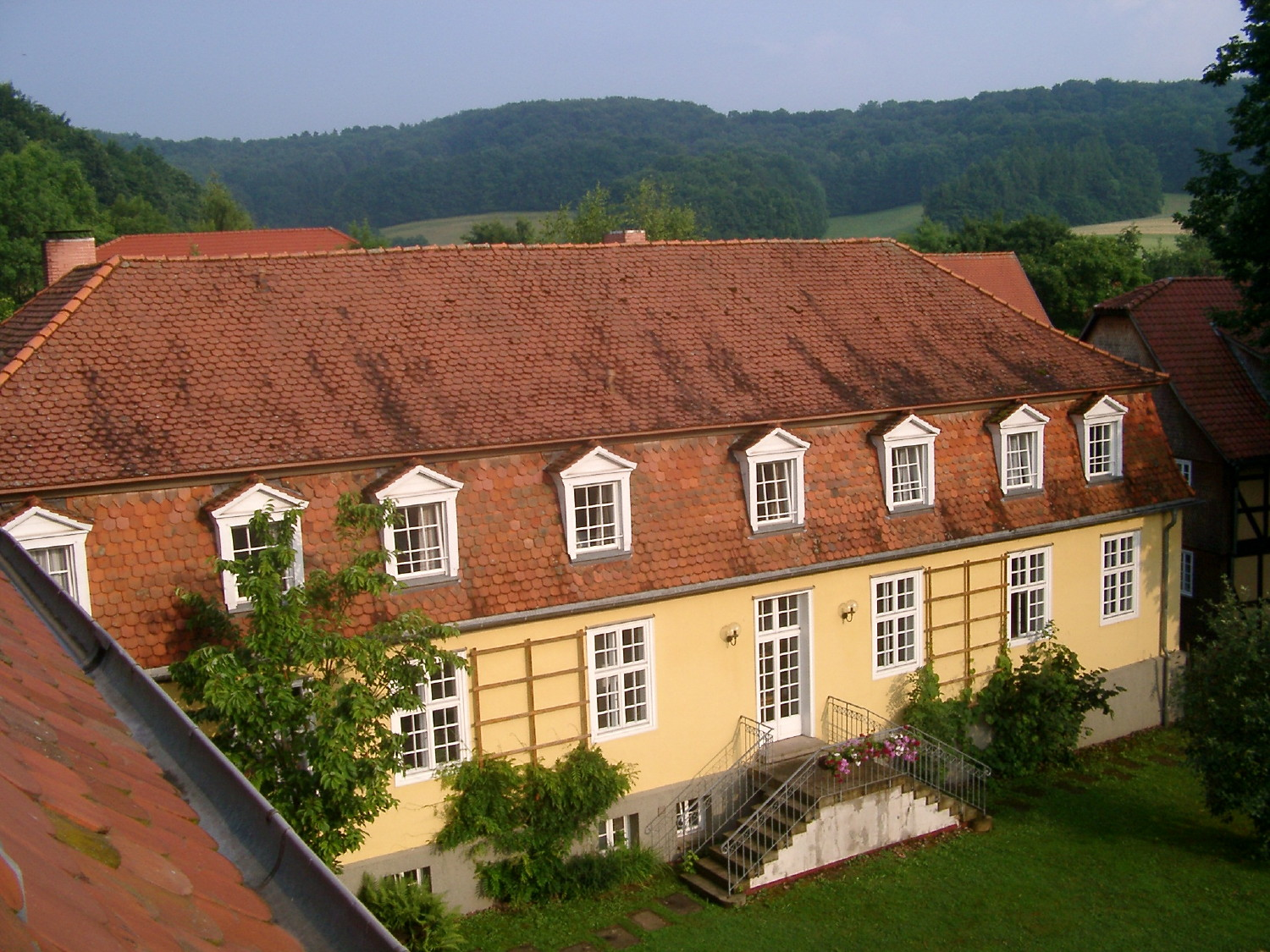
Die Scheune nach der Sanierung

Das Schloss Imshausen ist eine Ende des 18. Jahrhunderts erbaute Dreiflügelanlage mit Herrenhaus in Imshausen, einem Ortsteil der Stadt Bebra im osthessischen Landkreis Hersfeld-Rotenburg. Es steht etwa fünf Kilometer nordöstlich von Bebra direkt an der Solz. Das Schloss ist hessisches Kulturdenkmal.

## Geschichte
Bereits um das Jahr 1500 erwarben die Trott zu Solz das Gut Imshausen und prägten den Namen Trottenwald für die umliegenden Waldgebiete. Der jüngere Trott’sche Zweig Imshausen erhielt am 3. Mai 1778 den Reichsfreiherrenstand. Das Schloss wurde im Jahr 1791 für Rudolf von Trott zu Solz und seine Ehefrau Eleonore Christiane, geborene von Leyser, als Wohnsitz erbaut. Wie es bei vielen Gebäuden aus dieser Zeit üblich war, wurde das Gebäude zunächst nach Norden hin ausgerichtet. Später wurde nach einigen umfangreichen Umbauten am Haus und Erweiterungen die ganze Anlage nach Süden ausgerichtet. Zum Schlossensemble als ehemaligem Rittergut gehörte auch der auf Imshausener Gemarkung liegende Hof Vockerode, genannt der Tannenhof, und ehemals Teil des Trottischen Gerichts Solz.
Zwischen 1919 und 1921 wohnte der spätere Widerstandskämpfer gegen den Nationalsozialismus Adam von Trott zu Solz mit seinen Eltern und Geschwistern in dem Herrenhaus. Die ersten Jahre seines Lebens hatte er in Berlin verbracht, doch seine Eltern zogen sich im Sommer 1919 nach dem Eintritt des Vaters in den Ruhestand an ihren Wohnsitz nach Imshausen zurück. Zwei Jahre später wurde er nach Hannoversch Münden geschickt, um dort das Gymnasium zu besuchen. Zwischen 1942 und 1943 kehrte Adam von Trott nach seiner Hochzeit 1940 zurück nach Imshausen. Durch seine Position im Auswärtigen Amt war es ihm einige Male möglich, das Land zu verlassen. Auf seinen Reisen traf er sich heimlich mit ausländischen Widerstandskämpfern und versuchte Kontakte zu den Alliierten herzustellen, um einen möglichen Staatsstreich außenpolitisch abzusichern. Da er auch Kontakt zu Claus Schenk Graf von Stauffenberg hatte und an der Verschwörung vom 20. Juli 1944 beteiligt war, wurde Adam von Trott zu Solz am 25. Juli 1944 verhaftet und am 26. August 1944 in Berlin hingerichtet. Auch seine Frau und die beiden Kinder wurden in Imshausen abgeholt und kamen in Sippenhaft, aus der sie knapp drei Monate später wieder entlassen wurden und zurückkehrten.
Nach dem Ende des Zweiten Weltkrieges, zwischen August 1947 und Mai 1948, trafen sich auf Initiative seines Bruders Werner von Trott zu Solz 40 namhafte Persönlichkeiten aus allen vier Besatzungszonen und politischen Lagern im Herrenhaus Imshausen, um dort die Erneuerung Deutschlands zu diskutieren. Um der Initiative einen organisatorischen Rahmen zu geben, wurde die Gesellschaft Imshausen als Netzwerk politisch engagierter Intellektueller gegründet. Nach nur drei Treffen wurde diese Initiative infolge von Spannungen innerhalb der Gruppe und wegen des beginnenden Kalten Krieges aufgegeben. Danach diente das Herrenhaus im „Trottenpark“ Vera von Trott, einer Schwester Adams, als Lebens- und Arbeitsort. Ostern 1955 gründete sie die Kommunität Imshausen, was schließlich auch die Gründung der Stiftung Adam von Trott im Jahr 1986 anregte. Dazu wurden die beiden Flügelgebäude, das durch den Ausbau der ehemaligen Scheune entstandene Visser’t Hooft-Haus und der Westflügel, der ehemals als Kutscherwohnung und Remise gedient hatte, zur Tagungs- und Begegnungsstätte umgebaut.
Seit 2017 ist Imshausen in einer Kooperation mit der Georg-August-Universität in Göttingen, die durch den Beauftragten der Bundesregierung für Kultur und Medien gefördert wird. Seither werden Workshops, Seminare, Fachtagungen und Vorträge zu den Themen Demokratie, Widerstand und Internationalität angeboten. Im September 2021 wurde zudem eine Dauerausstellung über das Leben und Wirken des Widerstandskämpfers Adam von Trott zu Solz eröffnet.
Oberhalb Imshausens erinnert ein Gedenkkreuz an Adam von Trott zu Solz und die anderen am Attentat vom 20. Juli 1944 Beteiligten. Hier findet jedes Jahr am Jahrestag des Attentats eine öffentliche Gedenkfeier statt.

## Baubeschreibung
Die Bauherren von Trott zu Solz lehnten das in Lehmfachwerkbau errichtete Gebäude an den für die Zeit typischen Rokokostil an. Dennoch finden sich bereits Elemente, die dem Klassizismus zuzuordnen sind. Dazu gehört die helle, gelb gestrichene Fassade, die durch vier weiße Pilaster optisch durchbrochen wird. Diese teilen die Fassade in drei Abschnitte mit je drei Fenstern pro Etage. Die Architektur findet deutliche Anlehnung an den damals dominierenden französischen Baustil. Das Mansardwalmdach weist zahlreiche Dachgauben auf, insgesamt sind es 13 auf einer Längsseite, neun große über den Fensterachsen und vier kleine im oberen Firstbereich.